# Luren von Ulvkær

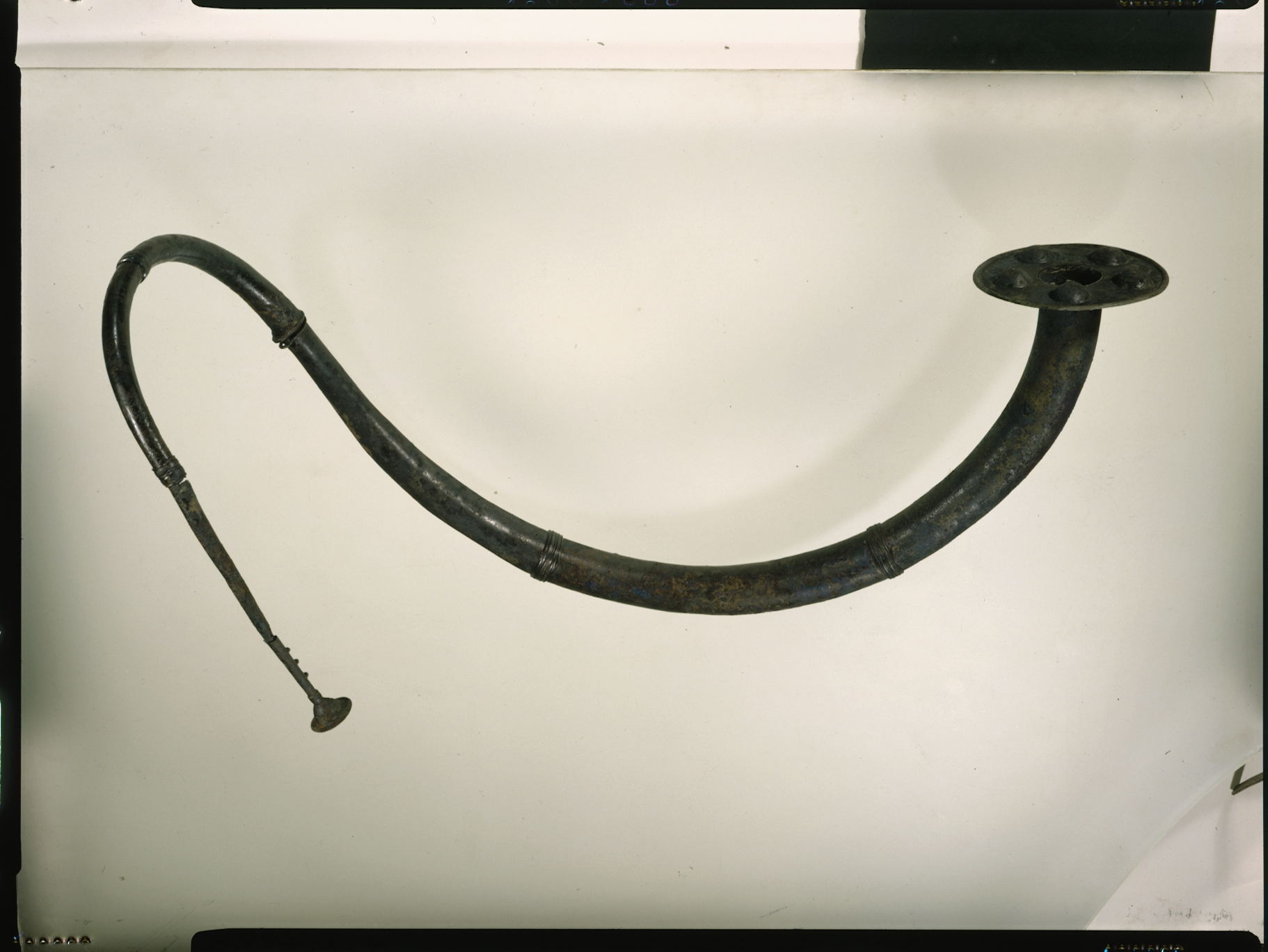
Lure von Ulvkær

Die Luren von Ulvkær sind zwei s-förmige Blasinstrumente aus der Bronzezeit. Sie wurden 1988 im ehemaligen Ulvkærmose (Moor) am südlichen Stadtrand von Hirtshals, im Kreis Hjørring in der Region Nordjylland in Dänemark gefunden. Aus Jütland gibt es bisher drei Funde von Luren, die jeweils paarweise niedergelegt worden waren, darunter die sechs Luren von Brudevælte, die im Jahr 1797 gefunden wurden.

## Beschreibung
Die beiden aus Bronze gegossenen Luren von Ulvkær wiegen jeweils knapp drei Kilo. Die etwa 1,75 m langen, gebogenen Rohre wurden in sechs Teilen geformt und mit Muffen zusammengesetzt. An einer Stelle kann jede Lure zwecks Transport zerlegt werden, was auch vor der Niederlegung der Luren im Moor geschah. Das zeigt auch die Patina an den Muffen der beiden Teile. Das mit je fünf Höckern geschmückte tellerförmige Ende hat einen Durchmesser von 15,5 cm. Die Luren von Ulvkær sind die ersten, die seit 1894 in Dänemark gefunden wurden. Aus Felsritzungen weiß man, dass die Luren auch paarweise gespielt wurden, die Stimmung ist bei beiden Instrumenten die gleiche.